# Maruschka Detmers
Maruschka Detmers est une actrice néerlandaise, née le 16 décembre 1962 à Schoonebeek (Pays-Bas)

## Biographie
En 1983, elle se fait connaître en tenant le rôle principal de Prénom Carmen de Jean-Luc Godard (Lion d'or à la Mostra de Venise en 1983).
Depuis ce film qui l’a révélée, Maruschka Detmers mène une carrière internationale, travaillant tour à tour en France, en Allemagne, aux États-Unis (Les Mambo Kings de Arne Glimcher), en Israël (La Guerre d'Hanna de Menahem Golan), ou encore en Italie (Y a bon les blancs de Marco Ferreri, Rewind de Sergio Gobbi). En 1986, Le Diable au corps fait scandale en raison d'une scène de fellation, une première dans le cinéma grand public.
En France, Maruschka Detmers parvient à concilier cinéma populaire et cinéma d’auteur, travaillant avec des réalisateurs aussi divers que Claude Zidi, Jacques Doillon, Éric Barbier, Daniel Vigne ou encore Manuel Poirier. 
En 1988, elle rencontre l'acteur Thierry Fortineau, avec lequel elle aura une fille, Jade Fortineau (actrice). Leur relation prendra fin un peu avant la mort de celui-ci, en février 2006.
En 2007, après une saison passée au théâtre dans la pièce L'Arbre de joie (aux côtés de François Berléand), elle tient le rôle principal dans la comédie romantique Robert Zimmermann wundert sich über die Liebe de Leander Haußmann en 2008 et fait une apparition dans un film de Frédéric Berthe, Nos 18 ans, avec Michel Blanc.

### Vie privée
Elle vit entre Paris et la Côte d'Albâtre.

## Filmographie

### Cinéma
- 1983 : Prénom Carmen de Jean-Luc Godard : Carmen X
- 1983 : Le Faucon de Paul Boujenah : la femme de Zodiak
- 1984 : La Pirate de Jacques Doillon : Carole
- 1984 : La Vengeance du serpent à plumes de Gérard Oury : Laura
- 1986 : Le Diable au corps (Diavolo in corpo) de Marco Bellocchio : Giulia
- 1986 : Cinématon no 795 de Gérard Courant : elle-même
- 1988 : Y a bon les blancs (Come sono buoni i bianchi) de Marco Ferreri : Nadia
- 1988 : La Guerre d'Hanna (Hannah's War) de Menahem Golan: Hanna
- 1989 : Comédie d'été de Daniel Vigne : Vicky
- 1989 : Deux de Claude Zidi : Hélène Müller
- 1991 : Le Brasier de Éric Barbier : Alice
- 1992 : Les Mambo Kings (The Mambo Kings) d'Arne Glimcher : Delores Fuentes
- 1994 : Elles n'oublient jamais de Christopher Frank : Anne
- 1996 : The Shooter de Ted Kotcheff : Simone Rosset
- 1996 : Méfie-toi de l'eau qui dort de Jacques Deschamps : Françoise
- 1997 : Comme des rois de François Velle : Elizabeth
- 1998 : Rewind de Sergio Gobbi : Marianne Legrand
- 1999 : St. Pauli Nacht de Sönke Wortmann : Ulrike
- 2001 : Te quiero de Manuel Poirier : Murielle
- 2008 : Robert Zimmermann wundert sich über die Liebe de Leander Haußmann : Monika
- 2008 : Nos 18 ans de Frédéric Berthe : la mère de Clémence
- 2015 : Ventoux de Nicole van Kilsdonk : Laura

### Télévision
- 1985 : Via Mala (téléfilm) de Tom Toelle (de) : Silvie Lauretz
- 1992 : Armen et Bullik (téléfilm) de John Goldsmith : Marion
- 1998 : Clarissa (téléfilm) de Jacques Deray : Clarissa
- 1998 : L'Amour à l'imparfait (téléfilm) de Dagmar Damek : Hanna Lorenz
- 2001 : Sur les ailes de l'amour (Zugvögel der Liebe) (téléfilm) de Richard Engel : Julia Klimt
- 2001 : Mère, fille : Mode d'emploi (téléfilm) de Thierry Binisti  : Florence Anselme
- 2003 : Mata Hari, la vraie histoire (téléfilm) d'Alain Tasma : Mata Hari
- 2003 : Jean Moulin, une affaire française (téléfilm) de Pierre Aknine : Gilberte Riedlinger
- 2003 : Capitaine Lawrence (téléfilm) de Gérard Marx : Natacha Lawrence
- 2004 : Le Père Goriot (téléfilm) de Jean-Daniel Verhaeghe : Vicomtesse de Beauséant
- 2004 : Mon fils cet inconnu (téléfilm) de Caroline Huppert : Laurence
- 2005 : Disparition (mini série télévisée) de Laurent Carcélès : Alice
- 2010 : Les Frileux (téléfilm) de Jacques Fansten : Sophie Dornival
- 2010 : Männer lügen nicht (téléfilm) de Bettina Woernle : Barbara Lenzig
- 2012 : Les Petits Meurtres d'Agatha Christie (série télévisée), épisode Le Couteau sur la nuque de Renaud Bertrand : Sarah Morlant
- 2012 : RIS police scientifique (téléfilm), saison 7, épisodes 1 et 2 : Capitaine Legrain
- 2012 : Caïn (série télévisée) de Bertrand Arthuys, épisode Dans la peau : Laure Leuwen
- 2013 : La Source (série télévisée) de Xavier Durringer : Esther Lacanal
- 2016 : Marseille (série télévisée) de Florent-Emilio Siri : Sabine Avery
- 2016 : L'Île aux femmes (téléfilm) d'Éric Duret : Gaëlle Hersant

## Théâtre
- 2007 : L’Arbre de joie de Louis-Michel Colas et David Khayat, mise en scène Christophe Lidon, Théâtre de la Gaîté-Montparnasse

- 2008 : Rock'N'Roll de Tom Stoppard, mise en scène Daniel Benoin, Théâtre national de Nice

- 2009 : Nathalie... de Philippe Blasband, mise en scène Christophe Lidon[2], Théâtre Marigny
- 2012 : Les Larmes amères de Petra Von Kant de Rainer Werner Fassbinder, mise en scène Philippe Calvario, Théâtre de l'Athénée et tournée.